# John Banim
 (février 2012).
Si vous disposez d'ouvrages ou d'articles de référence ou si vous connaissez des sites web de qualité traitant du thème abordé ici, merci de compléter l'article en donnant les références utiles à sa vérifiabilité et en les liant à la section « Notes et références ».
Compléments
John Banim, né le 3 avril 1798 à Kilkenny, et mort le 30 août 1842 à Windgap, est un romancier, dramaturge, essayiste, et poète irlandais, parfois appelé le Scott, d'Irlande.

## Biographie
Il fait des études d'art, et devient professeur de dessin, avant de, sur les conseils de Walter Scott, se consacrer entièrement à la littérature.

## Œuvres
- Tales of the O'Hara Family (1825-1827)
- The Battle of the Boyne (1828)
- The Denounced (1830)

## Critique
Quoique Banim se complaise trop dans l'horrible et qu'il se laisse aller à des tirades politiques ou à des descriptions minutieuses, il a peint avec vigueur et vérité la nature demi-sauvage et les misères du paysan irlandais ; ses livres ont produit une grande sensation en Angleterre. (extrait de Dezobry et Bachelet, Dictionnaire de biographie, t.1, Ch.Delagrave, 1876, p.216).